# Tecario Jesús del Monte
Tecario Jesús del Monte är en ort i Mexiko.   Den ligger i kommunen Maravatío och delstaten Michoacán de Ocampo, i den södra delen av landet, 150 km väster om huvudstaden Mexico City. Tecario Jesús del Monte ligger 2 616 meter över havet och antalet invånare är 230.
Terrängen runt Tecario Jesús del Monte är lite bergig. Runt Tecario Jesús del Monte är det ganska tätbefolkat, med 90 invånare per kvadratkilometer. Närmaste större samhälle är Ciudad Hidalgo, 11,9 km söder om Tecario Jesús del Monte. I omgivningarna runt Tecario Jesús del Monte växer huvudsakligen savannskog.